# Judith Havas
Pour les articles homonymes, voir Judith et Havas.
Judith Havas est une scénariste, productrice, réalisatrice et monteuse française.

## Filmographie

### Comme scénariste
- 2013 : Cut ! (série télévisée) (7 épisodes)
- 2012-2017 : Fais pas ci, fais pas ça (série télévisée) (10 épisodes)
- 2017 : Nina (série télévisée) (2 épisodes)
- 2018 : Call My Agent! (série télévisée) (2 épisodes)
- 2018 : Papa ou Maman (série télévisée) (1 épisode)

prochainement
- 2020 : Purple (série télévisée)[1],[2]

### Comme productrice
- 2002 : Aram
- 2003 : Nickel and Dime
- 2004 : Comme une image

### Comme réalisatrice
- 2011 : Mei-Li (court métrage) avec Yajun Zhao, Pierre Cachia et Bernard Blancan écrit par Christophe Martinolli pour la collection Femmes Tout Court

### Comme monteuse
- 1991 : Terre rouge